# Keratsini
Keratsini (griechisch Κερατσίνι (n. sg.), veraltet auch Keratsinio und Keratsinion) ist eine westliche Vorstadt der griechischen Hauptstadt Athen und von Piräus, mit denen es siedlungsmäßig zusammengewachsen ist.
Bis 2010 bildete Keratsini eine selbständige Gemeinde: 1934 wurden einige Siedlungen aus der Gemeinde Piräus ausgegliedert und erst unter dem Namen Tambouria (Ταμπούρια), kurze Zeit später als Agios Georgios Keratsiniou als Gemeinde anerkannt, 1948 erfolgte die Umbenennung in Keratsini. Zum 1. Januar 2011 erfolgte der Zusammenschluss mit der südlichen Nachbargemeinde Drapetsona zu Keratsini-Drapetsona. Hier stellt Keratsini den Verwaltungssitz und ist einer von zwei Gemeindebezirken.

## Lage
Keratsini liegt östlich von Perama, nordwestlich von Piräus, westlich von Nikea und südlich von Chaidari. Im Süden grenzt es an Drapetsona und den Saronischen Golf. Die Entfernung zum Zentrum Athens beträgt etwa 14 km.

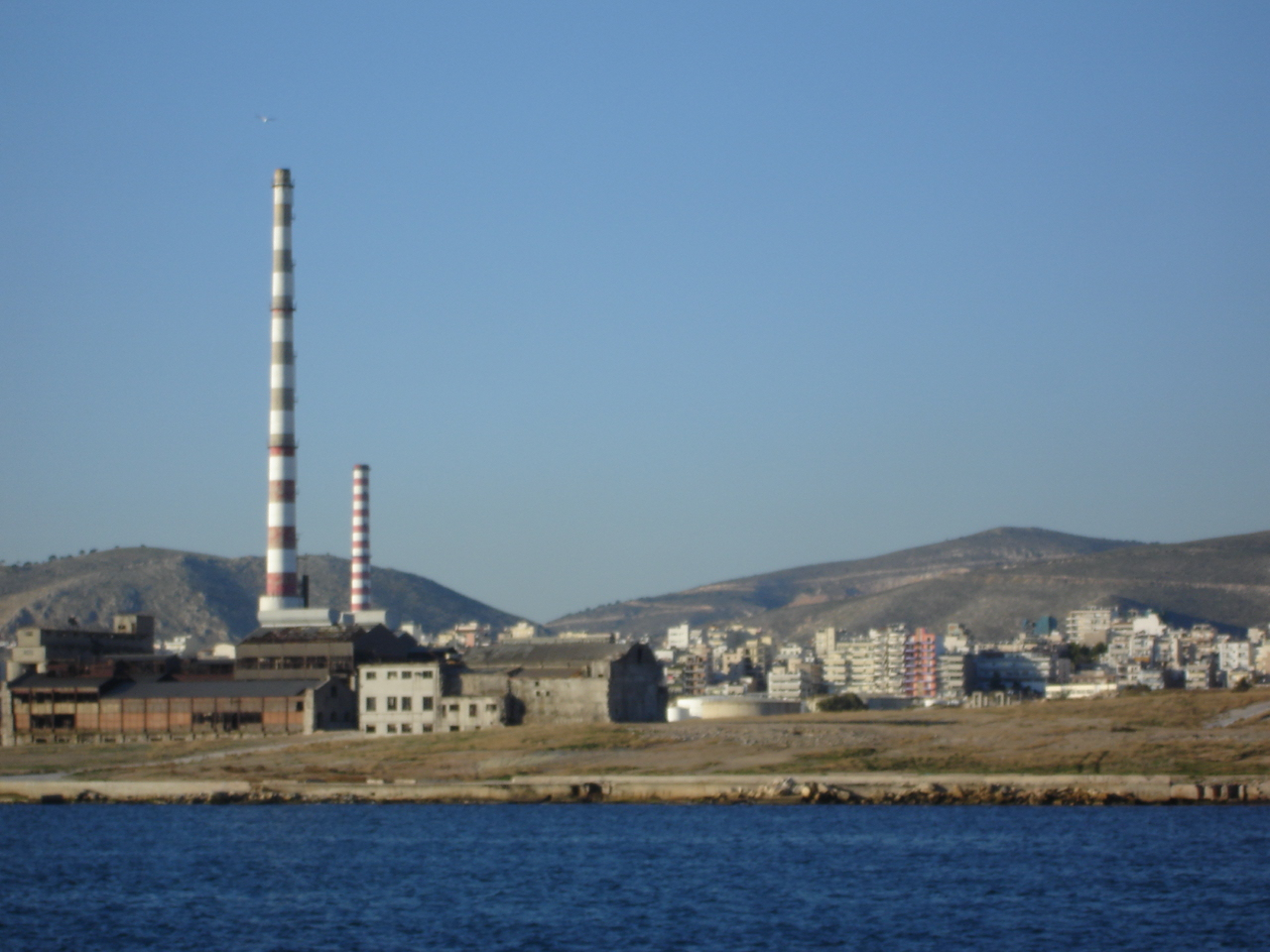
Keratsini, Schornsteine des Elektrizitätswerks

## Charakter
Keratsini ist wie die benachbarten Küstenorte Drapetsona und Perama geprägt durch Handelshäfen, Werften, Raffinerien und Industriebetriebe, die seit den 1930er Jahren und verstärkt seit 1950 in einer dynamischen, aber weitgehend ungesteuerten Entwicklung in der Nachbarschaft des Hafens von Piräus in vorher landwirtschaftlich genutzte Gebiete vorgedrungen sind.
Im Containerhafen von Ikonio werden Millionen Tonnen Handelsfracht von transatlantischen Containerschiffen entladen.

## Geschichte
Die erste Siedlung in dem Gebiet befand sich um 3000 vor Chr. am Fuße des Hügels Agios Georgios, wie die Ausgrabungen neben der Kirche Agios Georgios belegen.
Im 17. Jahrhundert wurde auf dem Hügel Agios Georgios die erste Kapelle dem Heiligen Nikolaus geweiht.
Während der Griechischen Revolution ließ sich Georgios Karaiskakis hier nieder und schuf die als Tambouria bekannten Befestigungen. 1827 wurde der Ort von den Türken verwüstet; er blieb einige Jahre verwaist, bis sich wieder Bewohner ansiedelten und ein neues zu Athen gehörendes Dorf Tseratsinion entstand, das 1870 zu einer von Athen unabhängigen Landgemeinde Keratsinion wurde. Die Bürger von Piräus errichteten zu Ehren von Karaiskakis eine Kirche bei der Kapelle des heiligen Nikolaos, die 1879 zu einer majestätischen Klosterkirche ausgebaut wurde. 1963 wurde diese Kirche abgerissen und an ihrer Stelle eine neue erbaut, welche 2000 schließlich vollendet wurde.
Nach der Aufnahme der Flüchtlinge aus Kleinasien in den 1920er Jahren entwickelte sich Keratsini zur selbständigen Gemeinde. 1934 entstand die Gemeinde Tambouria, die die umliegenden Gebiete umfasste und wenig später Gemeinde Heiliger Georgios von Keratsini (Δήμος Αγίου Γεωργίου Κερατσινίου) genannt wurde. 1936 benannte der damalige Bürgermeister die Gemeinde Amfialis, 1947 schließlich nahm sie den Namen Keratsini (Δήμος Κερατσινίου) an.

### Das Industriegebiet von Keratsini
Während der 1930er Jahre konzentriert sich die Schwerindustrie des ganzen Landes im Industriegebiet, das sich von Piräus bis Perama erstreckte. In Keratsini gab es außer dem Wärmekraftwerk der englischen POWER die Zementwerke der AGET IRAKLIS (ΑΓΕΤ ΗΡΑΚΛΗΣ). Es gab noch die Düngemittel-Gesellschaft Lipasmaton (Λιπασμάτων), die etwa 5.000 Arbeiter beschäftigte, die Naphthalinfabrik ΝΑΦΘΑ, die Schiffswerft Vasiliadis, die Loulis Mühlen Agiou Georgiou, das große militärische Werk der Kriegsflottenausrüstung KOPI (ΚΟΠΗ) mit 2.000 Arbeitern, Textilindustrieeinheiten usw.
Hinzu kam eine beachtliche Zahl von kleineren aber bedeutenden Betrieben, wie Seifen-, Tabak-, Glas- und Gipsfabriken sowie kleine Teppichwebereien.

### Der Kampf um das Elektrizitätswerk
Während des Metaxas-Regimes und nach dem Einmarsch der deutschen Wehrmacht in Griechenland schlossen sich zahlreiche Oppositionelle in Keratsini und den umliegenden Gemeinden dem nationalen Widerstand der "Nationalen Befreiungsfront" EAM und der Volksbefreiungsarmee ELAS an. Eine Einheit betrieb Sabotage an den im Dienste der Besatzungsmacht eingesetzten Schiffen, eine andere sammelte Waffen, eine weitere betrieb Sabotage in Fabriken, wieder andere widmeten sich der Aufklärung der Bevölkerung.
Als im Oktober 1944 die deutschen Besatzer erkannten, dass sie sich nicht länger halten konnten, sprengten sie Werften, das Zollamt, die Hafenkommandantur und Gebäude des Hafenamts von Piräus (Ο.Λ.Π.). Ihre Absicht war, auch die KOPI-Werke, Treibstoffdepots, Fabriken und die Getreidemühle sowie die Elektrizitätsgesellschaft von Keratsini dem Erdboden gleichzumachen. Durch Entschärfung von Zündmechanismen und Kämpfe der ELAS von Tambouria wurden die ΣΕΚ, die Eisenbahngesellschaft Piräus-Athen-Peloponnes (ΣΠΑΠ), die KOPI-Werke, die Kadettenschule, die Getreidemühle, Shell und Standard gerettet.
Vom Elektrizitätswerk zogen sich die deutschen Besatzer zunächst zurück. Aber vorsichtshalber verblieb eine 15 Mann starke Einheit der Widerständler beim Werk, eine weitere Einheit wurde beim Hügel mit der Kirche Agios Georgios stationiert. Dies erwies sich als rettend, da die Deutschen mit 60 schwer bewaffneten Männern und vier Maschinengewehren gegen das Elektrizitätswerk vorrückten. Nach mehrstündigem unentschiedenem Kampf gaben die deutschen Kräfte auf. Aber auch die ELAS verzeichnete acht Todesopfer, zusammen mit den an den vorangegangenen Tagen Gefallenen 17.
Der Kampf um das Elektrizitätswerk bedeutete das Ende der deutschen Besetzung Griechenlands. Wenige Tage später, am 18. Oktober 1944, kehrte die Regierung unter Georgios Papandreou aus dem Exil zurück.

## Umweltprobleme
Lange Zeit wurden die häuslichen und industriellen Abwässer aus weiten Teilen des Großraums Athen hier ungeklärt ins Meer gleitet, was zu gravierenden chemischen und bakteriellen Belastungen führte. Seit 1983 wird das Abwasser auf der der Küste vorgelagerten kleinen Insel Psyttalia behandelt. Im derzeitigen Ausbauzustand wird das Abwasser um etwa 63 % der Feststoffe und 38 % der organischen Belastung reduziert, bevor es durch Pipelines ins Meer weitergeleitet wird. In der Kläranlage von Psyttalia fällt täglich eine Menge von rund 800 Tonnen Klärschlamm an. Dieser wurde zuletzt auf dem Anlagengelände zwischengelagert, während er früher auf die Deponie von Ano Liossia verbracht worden war. Die Zwischenlagerung von Klärschlamm barg erhebliche Risiken für die öffentliche Gesundheit und die Umwelt und verstieß gegen die einschlägigen EU-Vorschriften (Richtlinien 75/442/EWG über Abfälle und 91/271/EWG über kommunales Abwasser). Seit kurzem gibt es eine neue Klärschlamm-Trocknungsanlage, deren Errichtung aus EU-Mitteln gefördert wurde und die seit dem 26. September 2007 betriebsbereit ist. Damit wurde die Vorschriftsmäßigkeit des Kläranlagenbetriebs wiederhergestellt.
Die Anlage soll bis 2026 weiter ausgebaut werden; danach soll die Saronische Bucht schrittweise wieder zu einer für Fischfang und Freizeitaktivitäten geeigneten Zone saniert werden.